# 4907 Zoser
4907 Zoser è un asteroide della fascia principale del diametro medio di circa 21,98 km. Scoperto nel 1960, presenta un'orbita caratterizzata da un semiasse maggiore pari a 3,1772466 UA e da un'eccentricità di 0,0953943, inclinata di 5,99262° rispetto all'eclittica.
L'asteroide è dedicato all'omonimo faraone egiziano.